# Donald Grant Mitchell
Donald Grant Mitchell, född den 12 april 1822 i Norwich, Connecticut, död den 15 december 1908 i New Haven, Connecticut, var en amerikansk författare (stundom under märket Ik Marvel).
Mitchell företog 1844–1845 en resa i Europa och meddelade sina intryck därifrån i skildringarna Fresh gleanings (1847). Ögonvittne till revolutionen i Paris 1848, beskrev han den i The battle summer (1849). Jämte de satiriska skisserna The lorgnette, or studies of the town, by an operagoer (1850) är det mest omtyckta av hans arbeten Reveries of a bachelor (samma år, flera upplagor), vars milt vemodiga grundstämning ofta höljer sig i en romantisk humor. Av samma art är Dream life (1851). Andra verk av Mitchell är Fudge doings (1854, satir på amerikanska societetslivet), My farm at Edgewood (1863), Rural studies (1867) och About old story-tellers (1878). Mitchell var 1853–1855 amerikansk konsul i Venedig.